# Woodlawn (película)
Woodlawn es una película estadounidense de drama deportivo cristiano de 2015 dirigida por los Hermanos Erwin. Basada en la historia real de Tandy Gerelds y Tony Nathan, está protagonizada por Sean Astin, Nic Bishop, Caleb Castille, Sherri Shepherd, Jon Voight y C. Thomas Howell. Fue producido por Kevin Downes y Daryl Lefever con Crescent City Pictures y Red Sky Studios y fue lanzado el 16 de octubre de 2015 por Pure Flix Entertainment.

## Sinopsis
Después de que el gobierno haya erradicado la ley de segregación racial, el instituto Woodlawn da la bienvenida a alumnos negros. Sin embargo, el racismo sigue en las mentes de la mayoría de los estudiantes, profesores y padres.

## Reparto
- Sean Astin como Hank Erwin
- Nic Bishop como el Coach Tandy Gerelds
- Caleb Castille como Tony Nathan
- Sherri Shepherd como Louise Nathan, mama de Tony.
- Jon Voight como Bear Bryant
- C. Thomas Howell como George "Shorty" White
- Kevin Sizemore como Jerry Stearns[1]

## Recepción

### Taquilla
Woodlawn recaudó $ 14,4 millones. En los Estados Unidos y Canadá, la película se estrenó simultáneamente con Bridge of Spies, Goosebumps y Crimson Peak el 16 de octubre de 2015. El día del estreno de la película recaudó $1.5 millones, por encima de las expectativas del estudio. En su primer fin de semana, recaudó $ 4 millones y terminó noveno en taquilla. 

### Llamadas de Lifeline
Una línea de vida que aparece al final de la película recibió más de 100.000 respuestas.

### Respuesta crítica
Woodlawn ha recibido críticas generalmente positivas de los críticos. Según el sitio web del agregador de reseñas Rotten Tomatoes, el 73% de los críticos le han dado a la película una reseña positiva basada en 15 reseñas, con una calificación promedio de 6.37/10. En Metacritic , la película ha recibido una puntuación media ponderada de 57 sobre 100 basada en 4 críticos, lo que indica "críticas mixtas o medias".